# Madrasat al-Aschraf Qā'itbāy

Blick auf den östlichen Teil der Heiligen Moschee in Mekka. Die Madrasat al-Aschraf Qā'itbāy mit deutlich sichtbarem Minarett befindet sich rechts hinter der Kaaba.

Die Madrasat al-Aschraf Qā'itbāy (arabisch مدرسة الأشرف قائتباي, DMG Madrasat al-Ašraf Qāʾitbāy) oder Madrasa Aschrafīya in Mekka war eine Vier-Madhhab-Madrasa in unmittelbarer Nähe der Heiligen Moschee. Die Einrichtung, zu der ein Sabīl, ein Minarett, ein Ribāt und eine Bibliothek gehörten, wurde von dem mamlukischen Sultan al-Malik al-Aschraf Qā'itbāy (reg. 1468–1496) gestiftet, der auch ihrer feierlichen Eröffnung im Februar 1480 beiwohnte. Dem Unterhalt der Einrichtung, in der Studenten, Sufis und Bedürftige wohnen konnten, dienten mehrere Mietshäuser und Dörfer in Ägypten, deren Erträge regelmäßig nach Mekka abgeführt wurden. Die Madrasat al-Aschraf Qā'itbāy war die letzte Schule, die von den ägyptischen Mamluken in Mekka gegründet wurde, verlor aber schon kurz nach dem Tod ihres Stifters ihre Funktion als Bildungsinstitution. In der Zeit der osmanischen Oberherrschaft über Mekka diente sie vor allem als Herberge für die Anführer der ägyptischen Pilgerkarawane und andere hochgestellte Persönlichkeiten. Die große Bedeutung, die das Gebäude der Madrasa in der allgemeinen Wahrnehmung der Stadt Mekka hatte, spiegelt sich darin, dass sie auf vielen bildlichen Darstellungen der Heiligen Moschee aus dem 16.–18. Jahrhundert namentlich genannt wird. Im 19. und frühen 20. Jahrhundert diente das Gebäude als Wohnhaus. Im Jahre 1956 wurde es bei der Erweiterung der Heiligen Moschee abgerissen.

## Position und Beschreibung

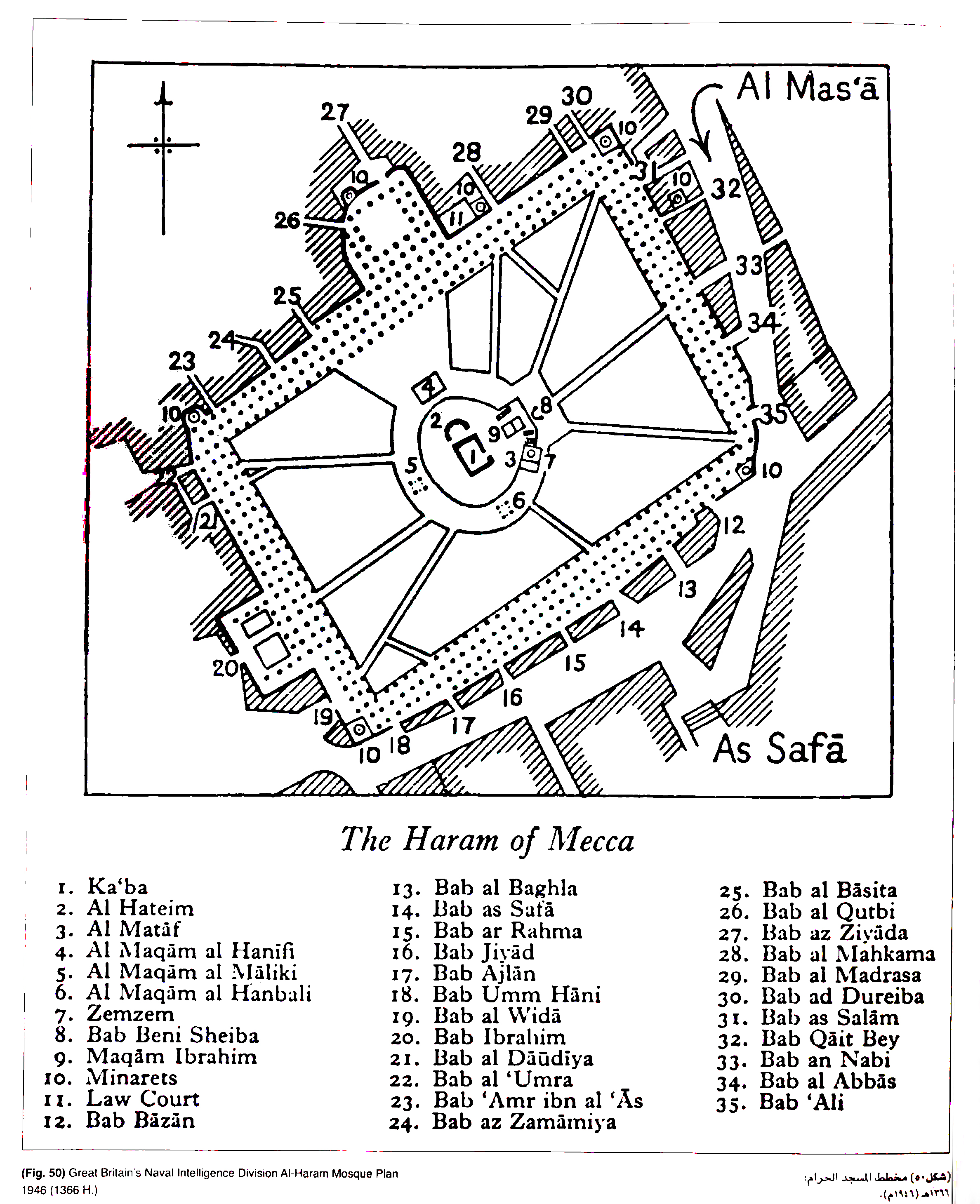
Grundriss der Heiligen Moschee von 1946. Die Räumlichkeiten der Madrasat al-Aschraf Qā'itbāy befanden sich zwischen dem Bāb as-Salām (Nr. 31) und dem Bāb an-Nabī (Nr. 33).

Der Gebäudekomplex der Madrasa befand sich an der östlichen Seite der Heiligen Moschee zwischen dem Moscheehof, dem Bāb as-Salām („Friedenstor“), dem Bāb an-Nabī („Prophetentor“) und dem Masʿā, also der Laufstrecke zwischen as-Safā und al-Marwa, die zugleich die geradeste, längste und am besten gebaute Straße von Mekka war. Die westliche Front grenzte unmittelbar an die östliche Säulenhalle der Heiligen Moschee an; von den Fenstern dieser Seite hatte man einen direkten Blick auf Moscheehof und Kaaba, womit das Gebäude eine enorm privilegierte Position hatte.

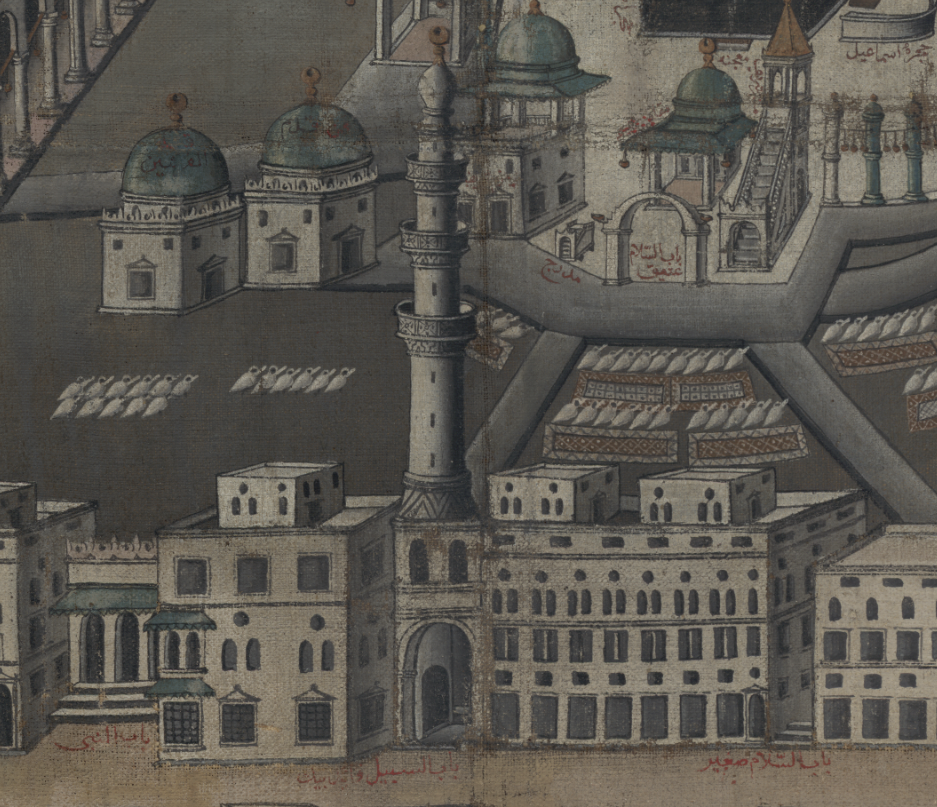
Die Madrasat al-Aschraf Qā'itbāy um 1700, vom Osten aus gesehen. Auf der linken Seite des Minaretts der Ribāt mit dem Sabīl, auf der rechten Seite die eigentliche Madrasa.

Der Gebäudekomplex umfasste einen Sabīl mit Zisterne, einen Ribāt mit 72 Wohnzellen, eine Elementarschule (maktab), eine Vorrichtung zur rituellen Waschung (mīḍāʾa) und ein Minarett. Die eigentliche Madrasa bestand nach Qutb ad-Dīn an-Nahrawālī aus einem Versammlungsraum (maǧmaʿ), der mit buntem Marmor verkleidet war und eine vergoldete Decke besaß. Der Ribāt befand sich auf der Seite des Bāb an-Nabī, der eigentliche Schulbau auf der Seite des Bāb as-Salām. Der Sabīl, der sehr groß war und an dem Wasser für die Allgemeinheit ausgegeben wurde, befand sich am Ribāt. Die Zisterne lag direkt darunter, hatte eine Fläche von 14 × 14 Meter und war 6 Meter tief. Die Koranschule befand sich unmittelbar oberhalb des Sabīl.
Das Gebäude war auf der westlichen zum Masʿā hin weisenden Seite 33 Meter lang und drei Stockwerke hoch. Die Länge der nördlichen Front betrug 28,5 Meter, die der westlichen Front 30 Meter und die der nördlichen Front 19 Meter. In etwa der Mitte der westlichen Front befand sich ein Tor mit einer Eingangshalle (fasaḥa), die kunstvoll mit Trompen gestaltet war. Das Minarett befand sich unmittelbar über diesem Eingangstor. An den Seiten des Toreingangs war eine Bauinschaft angebracht, in der der Koranvers Sure 9:18 („Die Kultstätten Gottes soll erhalten, wer an Gott und den Jüngsten Tag glaubt, das Gebet verrichtet und die Zakāt entrichtet [...]“) zitiert und darauf verwiesen wurde, dass Sultan Qā'itbāy die Errichtung der Madrasa angeordnet hatte.
Nach den Beschreibungen der letzten Bewohner des Gebäudes gelangte man, wenn man durch das Eingangstor der Madrasa ging, zu einem Korridor (dihlīz), der mit einem Holzdach bedeckt, in der Mitte des Gebäudes jedoch unbedeckt war und sich dort nach rechts und links verzweigte. Wenn man geradeaus weiterging, gelangte man über Stufen hinunter zu einem Durchgang zum Hof der Heiligen Moschee. Allerdings war dieses Tor üblicherweise moscheeseitig verschlossen. Zum Norden hin öffnete sich der Korridor zu einem Lichthof (fināʾ) mit einem Īwān, dem ein Spitzbogen vorgelagert war. Dieser Īwān, der schon in den frühesten Beschreibungen des Gebäudes erwähnt wird, war mit einem dekorierten Holzdach bedeckt, und sein Fußboden war mit buntem Marmor gestaltet. Die jeweils von einer Person bewohnten Zellen, von denen es ursprünglich 72 gab, hatten eine Fläche von nicht mehr als 1,5 mal 2 Meter.

## Errichtung und Eröffnung
Erbauer der Madrasa war der ägyptische Sultan al-Malik al-Aschraf Qā'itbāy aus der Burdschiyya-Dynastie, der schon vorher großes Interesse für Mekka gezeigt und verschiedene Bauprojekte in der Heiligen Stadt durchgeführt hatte. So hatte er schon 874 (= 1469/70 n. Chr.) die Chaif-Moschee in Minā erneuern und danach die Nimra-Moschee in ʿArafāt reparieren lassen, 879 (= 1474/75) einen neuen Minbar nach Mekka geschickt und 881 (= 1476/77) die Dachsparren an der östlichen Halle der Heiligen Moschee und die Marmorplatten des Hidschr an der Kaaba ausbessern lassen. In Kairo hatte er außerdem 1472–1474 eine Grabmoschee errichten lassen.
Im Jahre 882 (= 1477/78) beauftragte Qā'itbāy seinen Bevollmächtigten und Händler al-Chawādscha Schams ad-Dīn Muhammad ibn ʿUmar, der unter dem Namen Ibn az-Zamin bekannt war, und seinen Baumeister Amīr Sunqur al-Dschamālī, einen Ort mit Blick auf die Heilige Moschee zu erwerben, um dort für ihn eine Schule für die vier sunnitischen Rechtsschulen und einen Ribāt, in dem Arme (fuqarāʾ) wohnen könnten, zu errichten. Zum Unterhalt der beiden Einrichtungen sollten mehrere Mietwohnungen (rubūʿ) und überdachte Räume (musaqqafāt) gebaut werden. Aus ihren Mieteinnahmen sollten die Lehrer der Einrichtung bezahlt werden. Um Platz für die beiden neuen Einrichtungen zu haben, erwarben die beiden Beauftragten des Sultans ein Grundstück an der Ostseite der Heiligen Moschee, auf dem drei Gebäude standen, nämlich der Ribāt as-Sidra, der Ribāt al-Marāghī (auch Ribāt al-Qailānī genannt) und das Haus der Scherifin Schamsīya. Der Erwerb der beiden Ribāte erfolgte durch Istibdāl (Austausch von Waqf-Eigentum), der Erwerb des Hauses der Scherifin durch Kauf. Der Abriss der drei Gebäude war Ende des Jahres 883 (= Frühjahr 1479) abgeschlossen.
Der Bau des neuen Gebäudekomplexes war im Ramadan 883 schon relativ weit fortgeschritten. Allerdings ereignete sich am 15. Ramadan 883 (= 10. Dezember 1478) in Mekka nach einem heftigen Regen eine große Überschwemmung, bei dem die Zisterne der Madrasa mit Wasser volllief und das Wasser schließlich bis zur Höhe der Fenster des Erdgeschosses des Gebäudes stand. Über dem Eingangstor, das zum Masʿā hin lag, errichtete Sunqur al-Dschamālī in kunstvoller Weise ein Minarett mit drei Stockwerken, das vom Aussehen dem Minarett des ebenfalls von ihm erbauten Minarett der Chaif-Moschee in Minā glich. Sunqur al-Dschamālī erbaute außerdem zum Unterhalt der Einrichtung zwei Mietshäuser. Das eine davon befand sich am Bāb as-Salām, das andere am Bāb al-Harīrīyīn. Als der Sultan im Februar 1480 zur Wallfahrt nach Mekka, konnte er schon in seiner neu erbauten Madrasa absteigen.
Die feierliche Eröffnung der Einrichtung fand nach Ende der Wallfahrtsriten am 13. Dhū l-Hiddscha 884 (= 25. Februar 1480) in Anwesenheit aller großen Würdenträger der Stadt statt. Bei dieser Gelegenheit nahm der Sultan an einer gemeinsamen Rezitation des Korans teil und reichte hinterher Speisen.

## Stellenausstattung und Finanzierung
Bei der feierlichen Eröffnung der Schule wurden auch ihre verschiedenen Amtsträger eingesetzt. So ernannte der Sultan vier Scheiche bzw. Lehrer für die vier sunnitischen Lehrrichtungen. Die betreffenden Lehrstühle wurden den vier Qādīs, die zu jener Zeit die Rechtsprechung in der Stadt innehatten, übertragen. Qā'itbāy stellte außerdem 40 Studenten (ṭalaba) aus dem Kreis der Bewohner Mekkas ein, die jeden Tag anwesend zu sein hatten. Die Lehrer hatten sich an den Unterrichtstagen mit den Studierenden ihres Madhhabs zu versammeln und sie zu unterrichten. Die Schule war außerdem mit einem Kātib Ghaiba ausgestattet, also einem Sekretär, der die Abwesenheit von Studenten registrierte. Als Scheich der gesamten Einrichtung fungierte der Qādī Burhān ad-Dīn Ibn Zahīra. Darüber hinaus ernannte der Sultan einen eigenen Scheich für den Ribāt. Der mekkanische Geschichtsschreiber ʿUmar Ibn Fahd erwähnt, dass der Ribāt daneben noch einen eigenen Verwalter (nāẓir) hatte. Ersterer war Schams ad-Dīn al-Masīrī, letzterer Fachr ad-Dīn Abū Bakr Ibn Zahīra.
Des Weiteren gehörten zum Personal der Einrichtung sechs Koranrezitatoren, zwei Raumdiener (farrāš), ein Pförtner (bauwāb), ein Kerzenanzünder (waqqād), ein Tintenhersteller (ḥabbār), drei Gebetsrufer und ein Wasserschöpfer für den Sabīl-Brunnen. In die Koranschule nahm der Sultan zehn oder, wie Qutb ad-Dīn an-Nahrawālī schreibt, 40 Waisen auf, die durch einen Rechtsgelehrten (faqīh) unterrichtet wurden. Der Herrscher sandte auch eine Büchersammlung (ḫizānat kutub) für die Studierenden der Madrasa, die in der Schule aufgestellt und von einem besoldeten Bibliothekar verwaltet wurde. Um die Mitte des 16. Jahrhunderts, als schon viele Bände verloren waren, umfasste diese Sammlung immer noch 300 Bücher.
Die neue Einrichtung diente auch als Wohnort für Sufis, Arme (fuqarāʾ), Bedürftige (maḥāwīǧ) und Mittellose. In dem Ribāt wurden neben den Studenten und Armen auch Ortsfremde (ġurabāʾ) untergebracht. Für alle genannten Personen legte der Sultan eine tägliche Ration Brot und eine Daschīscha-Mahlzeit fest. Die Amtsinhaber erhielten eine zusätzliche jährliche Zahlung in Gold.
Offensichtlich hatte die Schule auch eine zeremonielle Funktion. Qutb ad-Dīn an-Nahrawālī, berichtet, dass auf Befehl des Sultans Qā'itbāy jeden Tag in Anwesenheit der vier Qādīs und der Sufis der Stadt eine Koranrezitation für ihn stattfand. Für diese Rezitationszeremonie, die der Sultan schon bei der Eröffnung der Schule durchführen ließ, wurden auch die sechs Koranrezitatoren benötigt. Bei der Rezitationszeremonie wurden Bögen aus Papier verwendet, auf denen die einzelnen Abschnitte (aǧzāʾ) des Korans in goldener Tinte in sehr feiner Thuluth-Schrift niedergeschrieben waren. Diese Bögen wurden in einem kostbaren Behälter, der Rabʿa genannt wurde, aufbewahrt. Als Hüter der Rabʿa und des Koranexemplars fungierte der Scheich der Madrasa, Burhān ad-Dīn Ibn Zahīra. Belege zeigen, dass die Rezitationszeremonie mindestens bis zum Jahre 942 (= 1535 n. Chr.) aufrechterhalten und eine Anwesenheit der Qādīs verlangt wurde. Möglicherweise fand anfangs auch regelmäßig eine Rezitation des Sahīh al-Buchārī statt, denn ʿUmar ibn Fahd erwähnt unter dem Personal der Einrichtung auch einen Buchārī-Rezitator (qāriʾ al-Buḫārī).
Zur Versorgung der Einrichtung wurde eine jährliche Ration von Weizen für die Waisen und Bewohner festgelegt. Zu diesem Zweck hatte der Herrscher mehrere Dörfer in Ägypten gestiftet, deren Erträge jährlich nach Mekka gebracht wurden. Der Unterhalt der Schule wurde durch Mieterträge von Wohnblöcken (rubūʿ) gesichert, die eine ungefähre Höhe von 2.000 Dinar pro Jahr hatten. Die Festlegungen hinsichtlich der Verpflegung und Entlohnung der Amtsinhaber und Bewohner der Einrichtung wurden bei der Eröffnung in einer Stiftungsurkunde (waqfīya) verzeichnet. Diese Stiftungsurkunde verblieb bei dem Qādī Burhān ad-Dīn Ibn Zahīra. Er betätigte sich auch als Schlichter, wenn es zu Konflikten zwischen verschiedenen Amtsträgern der Einrichtung kam. Nach seinem Tod im November 1486 übernahm sein Verwandter, der Oberqādī Dschamāl ad-Dīn Abū s-Suʿūd Ibn Ẓahīra, die Position des Scheichs der Madrasa. Er war gleichzeitig Inspektor des mekkanischen Haram (nāẓir al-ḥaram). Die beiden scheinen in der Madrasa auch gewohnt zu haben, denn der zeitgenössische mekkanische Chronist ʿAbd al-ʿAzīz Ibn Fahd erwähnt mehrfach, dass sie dort von anderen Personen aufgesucht wurden.

## Die Zweckentfremdung als Herberge

Die Madrasa Aschrafīya (Nr. 59) auf einem Kupferstich von P.-G. Berthauld von 1787. Die Darstellung des Gebäudes ist allerdings fehlerhaft.

Die Qā'itbāy-Madrasa wurde ab Ende des 15. Jahrhunderts immer öfter für andere Zwecke genutzt, die nichts mit ihrer Funktion als Schule zu tun haben. So wurden hier zum Beispiel von den Qādīs Ehen geschlossen, und die Schule wurde für die Unterbringung von ägyptischen Regierungsbeamten verwendet. Ab 1507 kamen während der Wallfahrtssaison immer öfter die Kommandanten der ägyptischen Pilgerkarawane (umarāʾ al-ḥaǧǧ) unter. Diese Art der Nutzung als Residenz der Kommandanten der Pilgerkarawane (maḥall iqāmat umarāʾ al-ḥaǧǧ) wurde auch fortgesetzt, nachdem das Osmanische Reich die Oberherrschaft über die Heiligen Stätten des Hedschas übernommen hatte. Der mekkanische Chronist Muhammad Ibn Fahd (gest. 1547) erwähnt zahlreiche Aufenthalte der Anführer der ägyptischen Pilgerkarawane in der Aschrafīya für die Periode zwischen 1518 und 1538. Auch als Qutb ad-Dīn an-Nahrawālī im Jahre 1558 mit der ägyptischen Pilgerkarawane von seiner Reise nach Istanbul zurückkehrte, wurde der Amīr al-Haddsch von dem Scherifen Hasan ibn Abī Numaiy in der Aschrafīya-Madrasa untergebracht.
Ab 1517 diente das Gebäude außerdem als Ort für die Verteilung der Dhachīra, einer aus dem ägyptischen Staatsschatz jährlich geleisteten Subsidienzahlung, die von den tscherkessischen Mamluken eingerichtet worden war und unter osmanischer Herrschaft beibehalten wurde. Sie kam den Armen von Mekka und den Araber-Scheichen, die auf dem Wallfahrtsweg Polizeidienste verrichteten, zugute. Ab 1534 ließ sich üblicherweise der Kommandant der syrischen Pilgerkarawane (amīr aš-Šāmī) in der Aschrafīya nieder, sobald sein ägyptischer Amtskollege den Rückweg angetreten hatte. Qutb ad-Dīn erwähnt in seiner 1571 abgefassten Geschichte der osmanischen Eroberung des Jemen mehrere osmanische Beamte, die in dieser Schule logierten. In den 1550er und 1560er Jahren war die Madrasa Aschrafīya während der Wallfahrtssaison öfters schon durch osmanische Beamte oder Würdenträger besetzt, so dass die ägyptischen Umarā' al-Haddsch entgegen ihrer Gewohnheit auf andere Quartiere ausweichen mussten. Während der Wallfahrt des Jahres 1557 schlug hier zum Beispiel Şahıhuban Sultan, die Schwester von Sultan Süleyman I., mit einem großen Gefolge von Janitscharen und Bediensteten ihr Quartier auf. Der ägyptische Amīr al-Haddsch, der sich bereits in der Madrasa Aschrafīya eingerichtet hatte, wurde deshalb ausquartiert und in einem anderen Haus untergebracht.
Auf diese Weise verwandelte sich die Madrasa immer mehr von einer Stätte der Wissenschaft (dār al-ʿilm) zu einer Herberge (dār aḍ-ḍiyāfa). Ihre Funktion als Bildungsinstitution scheint die Madrasa schon wenige Jahre nach dem Tod ihres Gründers verloren zu haben. Die letzten Hinweise auf Lehraktivitäten an dieser Schule stammen aus dem Jahre 903 (= 1497/98 n. Chr.). In diesem Jahr wurde der hanafitische Qādī durch ein Dekret aus Ägypten in seinem Amt als Lehrer bestätigt, und der Erzieher der Waisen (muʾaddib al-aitām) wurde dafür bestraft, dass er einen seiner Schüler geschlagen hatte.
Immerhin besaß die Schule bis in die 1530er Jahre noch eine Bibliothek. Qutb ad-Dīn an-Nahrawālī, der zu jener Zeit die Stelle des Bibliothekars versah, fand sie aber in sehr schlechtem Zustand. Wie er berichtet, waren nur noch wenige Bände vorhanden. Er sorgte jedoch dafür, dass wenigstens diese erhalten, Defekte ergänzt und die Einbände wiederhergestellt wurden. Außerdem reklamierte er die Bücher, die ihr gehört hatten, wo er sie fand, und brachte sie in die Bibliothek zurück. Insgesamt befand sich die Schule zu dieser Zeit jedoch schon einem betrüblichen Zustand, was unter anderem daran lag, dass die Zahlungen aus Ägypten zum Unterhalt der Schule bereits stark zurückgegangen waren. In seiner 1577 abgeschlossenen Mekka-Chronik schreibt er:

„Dieser (sc. Schulkomplex der Aschrafīya) existiert bis heute, aber die 'Aufzehrer' (al-akala) haben sich jener Stiftungen bemächtigt, so dass sie sehr schwach geworden sind und kurz vor dem Ruin (ḫarāb) stehen. Und die Schule ist zur Wohnung für die Kommandanten der Pilger (umarāʾ al-ḥāǧǧ) geworden, die dort während der Festtage des Haddsch absteigen, und zur Wohnung für andere Kommandanten, wenn sie während des Jahres nach Mekka kommen. Und Ihre Stiftungen sind zur 'Speise' (maʾkala) für ihre Verwalter (nuẓẓār) geworden. Gott gebe demjenigen, der sie wiederbelebt, ein langes Leben!“

Der Ausdruck 'Aufzehrer' (al-akala) ist hier wahrscheinlich eine Anspielung auf verschiedene Koranstellen (Sure 2:188, 4:29, 161), in denen die Gläubigen dazu aufgefordert werden, nicht untereinander ihr Vermögen auf unrechtmäßige Weise aufzuzehren.

## Bildliche Darstellungen im 16. und 17. Jahrhundert
Die große Bedeutung der Madrasa Aschrafīya in der allgemeinen Wahrnehmung der Stadt Mekka spiegelt sich in einer Anzahl von Darstellungen der Heiligen Moschee aus dem 16.–18. Jahrhundert wider, die den Bau der Madrasa in der Reihe der Bauwerke, die die Moschee umgeben, zeigen. Hierzu gehören:
- eine Abbildung im Kitāb-i Šauq-nāma („Buch der Sehnsucht“) einem illustrierten persischen Buch von Sayyid ʿAli al-Husayni aus dem Jahre 1559 über die drei Heiligen Stätten Mekka, Medina und Jerusalem, das in dem Nationalen Maritimen Museum in Haifa aufbewahrt wird.[68]
- eine osmanische Zierkachel İznik vom Ende des 16. Jahrhunderts im Museum für türkische und islamische Kunst in Istanbul, die ursprünglich im Besitz von Sultan Neslişah, der Enkelin von Sultan Bayezid II. war,[69]
- eine weitere osmanische Zierkachel aus İznik aus dem 17. Jahrhundert im Walters Art Museum in Baltimore[70]
- eine Abbildung im Kitāb-i Manāsik-i ḥaǧǧ, einem osmanischen Lehrgedicht von Bachtī über die Manāsik aus dem Jahre 1646, das in der Staatsbibliothek zu Berlin aufbewahrt wird.[71]

Die Madrasa erscheint hier jeweils am unteren Rand des Bildes und ist mit dem arabischen Schriftzug Medrese-yi Qāytbāy gekennzeichnet. Auf den beiden Zierkacheln ist das Gebäude nach unten geklappt.

## Versuch der Wiederbelebung des Schulbetriebs gegen Ende des 17. Jahrhunderts
Gegen Ende des 17. Jahrhunderts erfuhr die Aschrafīya für kurze Zeit eine Wiederbelebung. Diese verdankte sich den Bemühungen des marokkanischen Gelehrten Muhammad ibn Sulaimān ar-Rūdānī (gest. 1683), der 1669 von den osmanischen Autoritäten zum Vorsteher der Stiftungen in Mekka bestellt wurde. 1672 machte ar-Rūdānī einen ambitionierten Vorstoß, um die gestifteten religiösen Einrichtungen, die durch ihre Vorsteher zweckentfremdet worden waren, wiederzubeleben. Die Aschrafīya war dabei unter denjenigen Einrichtungen, denen er besondere Aufmerksamkeit widmete. Mit einem Dekret, das von dem osmanischen Qādī Mekkas unterzeichnet war, wies er alle Bewohner der Aschrafīya, die nicht die in der Stiftungsurkunde genannten Voraussetzungen erfüllten, aus dem Gebäude aus. Darüber hinaus sorgte er dafür, dass die Wohnungen, die dem finanziellen Unterhalt der Schule dienten, neu vermietet wurden. Auf diese Weise konnte er die jährlichen Einnahmen der Stiftung der Schule von 600 auf 4600 Qirsch steigern.
Mit diesem Geld bestellte er vier neue Lehrer für die Aschrafīya, jeweils einen für den schafiitischen, hanafitischen und malikitischen Madhhab und als Ersatz für den fehlenden hanbalitischen Madhhab einen vierten Lehrer, der Hadith lehrte. Diese Lehrer erhielten Gehälter in der Höhe, wie sie Qutb ad-Dīn an-Nahrawālī in seiner Geschichte Mekkas für die ersten Amtsinhaber erwähnt hatte. Die von ar-Rūdānī betriebene Reform wurde jedoch ein Jahr später (1673) durch den osmanischen Qādī konterkariert, der ihm verbot, die Erträge der Mietwohnungen an die von ihm neu bestellten Lehrer auszuzahlen, und anordnete, dass die Personen, die vorher in den Genuss der Erträge der Stiftungen gekommen waren, wieder in ihre alten Rechte eingesetzt wurden.
Von daher erbrachte die Reform des marokkanischen Gelehrten keine dauerhafte Wiederaufnahme von Unterrichtsaktivitäten in der Aschrafīya, sondern hatte nur den Effekt, dass die Bewohner des Gebäudes bessere Möglichkeiten hatten, um sich selbst zu bereichern. Aufschlussreich ist in dieser Hinsicht ein Kommentar von al-ʿIsāmī (gest. 1699) zu Qutb ad-Dīns Bericht über die verminderten Einkünfte der Aschrafīya-Stiftungen. Er schreibt dort nämlich: „Das war in der Zeit von Qutb ad-Dīn, während sich heute die Erträge der Stiftungen nicht abgeschwächt, sondern vervielfacht haben. Allerdings haben sich ihrer, wie der Verstorbene (= Qutb ad-Dīn) schon gesagt hat, die 'verzehrenden Verwalter (akalat an-nuẓẓār) bemächtigt.“

## Spätere Geschichte
Im Jahre 1814, als Jean Louis Burckhardt Mekka besuchte, war das Gebäude der Madrasa Aschrafīya offenbar immer noch in einem guten Zustand. Burckhardt beschreibt ihn als „hübsches Gebäude“ (handsome building) mit 72 Wohnungen. Gegen Ende der osmanischen Herrschaft kam das Gebäude in den Besitz von Nachkommen des Scherifen Ghālib, die die Wohnungen vermieteten. Über die Situation der Madrasa zu dieser Zeit schreibt der mekkanische Lokalhistoriker ʿAbdallāh al-Ghāzī (gest. 1945/46): „Was (sc. die Situation) in dieser Zeit anlangt, so ist der Lehrbetrieb zum Stillstand gekommen, und an der Rabʿa nehmen nur Dschāwa (sc. Muslime aus dem Malaiischen Archipel) teil, die die Nutznießer (sc. des Waqf) vertreten. Die meisten, ja alle zugewiesenen Vermögenswerte sind aufgezehrt.“ Al-Ghāzī berichtet, dass sich die Inhaber der betreffenden Ämter in einigen Jahren Dinge vornähmen, doch sei dies, wie es ein Repräsentant der Einrichtung gesagt habe, nicht mehr als „das Ohr eines Schafs“ (min aš-šāt uḏnu-hā). Durch die Ausbeute der Verwalter und widerrechtliche Aneignungen des Staates seien die Stiftungsgüter in einen Zustand geraten, der derart ruinös sei, dass er nicht wiedergutzumachen sei.
Der Gebäudekomplex der Madrasa hat im Laufe der Zeit offenbar einige Veränderungen erlebt. So wurde der Ribāt zu einem Wohnhaus (rabʿ) umgebaut. Seine letzten Bewohner, die von ʿAdnān al-Hārithī Anfang der 1990er Jahre befragt wurden, berichteten, dass sich auf der der Heiligen Moschee zugewandten Seite im Erdgeschoss sechs Räume befanden, die madāris („Schulen“) genannt wurden. Links und rechts vom Eingang auf der Seite des Masʿā befanden sich außerdem mehrere kleine Läden. Der Sabīl, der in den frühnzeitlichen Quellen erwähnt wird, hat zu Anfang des 20. Jahrhunderts nicht mehr existiert. Bei der ersten saudischen Erweiterung der Heiligen Moschee im Jahre 1956 wurde die Madrasa schließlich ganz abgerissen.